# Zygote
En zygote er resultatet af en befrugtning. Når en ægcelle og en sædcelle sammensmeltes til en enkelt diploid celle, kaldes denne en zygote eller en befrugtet ægcelle. En zygote vil gennemgå celledelinger og blive til et foster. En zygote indeholder arvemateriale, som dels stammer fra ægcellen, dels fra spermatozoen.